# ناوشکن کلاس وایولت
دیسترویر کلاس وایولت (به انگلیسی: Violet-class destroyer) یک کلاس از کشتی است که طول آن ۲۱۴ فوت ۹ اینچ (۶۵٫۴۶ متر) می‌باشد.